# Samuel Goy
Samuel Ludwig Carl Goy (* 20. Mai 1879 in Pitschen, Oberschlesien; † 18. Mai 1949 in Leipzig) war ein deutscher Agrikulturchemiker. Sein Forschungsschwerpunkt lag auf dem Gebiet der Mineraldüngung.

## Leben und Wirken
Samuel Goy studierte Chemie an der Technischen Hochschule Charlottenburg und der Philipps-Universität Marburg und promovierte dort 1908 mit einer Dissertation über Quecksilberverbindungen. 1912 habilitierte er sich an der Universität Königsberg und erwarb die Venia legendi für Agrikultur- und Nahrungsmittelchemie. Ab 1919 war er Direktor der Landwirtschaftlichen Versuchsstation Königsberg. Zugleich lehrte er an der dortigen Universität. 1937 wurde er aus politischen Gründen zwangspensioniert. Ab 1945 leitete Goy die Sächsische Staatliche Versuchsanstalt für Bodenkunde und Pflanzenernährung in Dresden, von 1946 bis zu seinem Tode die  Forschungsanstalt für Pflanzenbau, Tierernährung und Bodenkunde in Leipzig-Möckern. Ab 1947 hielt er als Honorarprofessor an der Universität Leipzig Vorlesungen über spezielle Fragen aus dem Gebiet der Agrikulturchemie.
Goy beschäftigte sich überwiegend mit Fragen der Mineraldüngung, insbesondere der Kalkdüngung, daneben auch mit Problemen der Fütterung von Nutztieren. Kritisch hat er sich mit Nährstoffuntersuchungsmethoden auseinandergesetzt. Die Ergebnisse seiner umfangreichen Forschungstätigkeit fanden ihren Niederschlag in über 300 Publikationen. Als wissenschaftshistorisch beachtenswert gilt seine 1948 publizierte Schrift über „Bodenfruchtbarkeit und Düngung“.
Er war seit 1901 Mitglied der Burschenschaft Gothia Charlottenburg. Goy war Freimaurer und gehörte ab 1920 der Loge Zum Todtenkopf und Phoenix an. Er war 1919 Mitglied im Freikorps Grenzschutz Ost und ab 1932 Mitglied im Stahlhelm.